# Lista de descontinuidades territoriais ao nível da freguesia abolidas em 2013
Esta é uma lista das descontinuidades territoriais ao nível da freguesia abolidas em virtude da agregação de freguesias ditada pela reorganização administrativa do território das freguesias de 2013.
Esta reorganização eliminou cerca de 60% das descontinuidades até então existentes, concretamente:
- 17 freguesias com um exclave
- 2 freguesias com dois exclaves cada
- 1 freguesia com um enclave
- 1 freguesia com um enclave com contra-enclave[nota 1] (o único contra-enclave até então existente em território português)
- 1 freguesia-enclave[nota 2] com um contra-enclave
- 1 freguesia-enclave simples
- 2 freguesias constituídas, cada uma, por duas partes que se tocavam num vértice (quadriponto)

## Lista
| Distrito         | Concelho           | Freguesia extinta                   | Descrição da descontinuidade extinta                       | Nova freguesia (ou freguesia alargada)                                              | Mapa de localização da nova freguesia no seu concelho | Mapa das freguesias agregadas |
| ---------------- | ------------------ | ----------------------------------- | ---------------------------------------------------------- | ----------------------------------------------------------------------------------- | ----------------------------------------------------- | ----------------------------- |
| Braga            | Amares             | Prozelo                             | Tinha um exclave                                           | Ferreiros, Prozelo e Besteiros                                                      |                                                       |                               |
| Braga            | Barcelos           | Carreira                            | Tinha um exclave                                           | Carreira e Fonte Coberta                                                            |                                                       |                               |
| Braga            | Vieira do Minho    | Caniçada                            | Tinha um exclave                                           | Caniçada e Soengas                                                                  |                                                       |                               |
| Castelo Branco   | Belmonte           | Belmonte                            | Tinha um exclave                                           | Belmonte e Colmeal da Torre                                                         |                                                       |                               |
| Coimbra          | Coimbra            | São Paulo de Frades                 | Tinha um exclave                                           | Eiras e São Paulo de Frades                                                         |                                                       |                               |
| Coimbra          | Penela             | Santa Eufémia                       | Tinha um exclave                                           | São Miguel, Santa Eufémia e Rabaçal                                                 |                                                       |                               |
| Coimbra          | Penela             | São Miguel                          | Tinha um exclave                                           | São Miguel, Santa Eufémia e Rabaçal                                                 |                                                       |                               |
| Évora            | Estremoz           | Santa Maria                         | Tinha um enclave com contra-enclave                        | Estremoz                                                                            |                                                       |                               |
| Évora            | Estremoz           | Santo André                         | Era uma freguesia-enclave e tinha um contra-enclave        | Estremoz                                                                            |                                                       |                               |
| Évora            | Vila Viçosa        | Conceição                           | Tinha um enclave                                           | Nossa Senhora da Conceição e São Bartolomeu                                         |                                                       |                               |
| Évora            | Vila Viçosa        | São Bartolomeu                      | Era uma freguesia-enclave                                  | Nossa Senhora da Conceição e São Bartolomeu                                         |                                                       |                               |
| Guarda           | Guarda             | São Vicente                         | Tinha um exclave                                           | Guarda                                                                              |                                                       |                               |
| Leiria           | Ansião             | Lagarteira                          | Tinha dois exclaves                                        | Ansião                                                                              |                                                       |                               |
| Lisboa           | Torres Vedras      | Santa Maria do Castelo e São Miguel | Era constituída por duas partes que se tocavam num vértice | Torres Vedras (São Pedro, Santiago, Santa Maria do Castelo e São Miguel) e Matacães |                                                       |                               |
| Lisboa           | Torres Vedras      | São Pedro e Santiago                | Era constituída por duas partes que se tocavam num vértice | Torres Vedras (São Pedro, Santiago, Santa Maria do Castelo e São Miguel) e Matacães |                                                       |                               |
| Portalegre       | Elvas              | Ajuda, Salvador e Santo Ildefonso   | Tinha um exclave                                           | Assunção, Ajuda, Salvador e Santo Ildefonso                                         |                                                       |                               |
| Portalegre       | Elvas              | Alcáçova                            | Tinha um exclave                                           | Caia, São Pedro e Alcáçova                                                          |                                                       |                               |
| Porto            | Amarante           | Carvalho de Rei                     | Tinha um exclave                                           | Bustelo, Carneiro e Carvalho de Rei                                                 |                                                       |                               |
| Santarém         | Torres Novas       | Santiago                            | Tinha um exclave                                           | Santa Maria, Salvador e Santiago                                                    |                                                       |                               |
| Viana do Castelo | Paredes de Coura   | Cristelo                            | Tinha um exclave                                           | Bico e Cristelo                                                                     |                                                       |                               |
| Viana do Castelo | Paredes de Coura   | Formariz                            | Tinha um exclave                                           | Formariz e Ferreira                                                                 |                                                       |                               |
| Viana do Castelo | Ponte da Barca     | Crasto                              | Tinha um exclave                                           | Crasto, Ruivos e Grovelas                                                           |                                                       |                               |
| Viseu            | Castro Daire       | Ermida                              | Tinha dois exclaves                                        | Picão e Ermida                                                                      |                                                       |                               |
| Viseu            | Oliveira de Frades | Souto de Lafões                     | Tinha um exclave                                           | Oliveira de Frades, Souto de Lafões e Sejães                                        |                                                       |                               |
| Viseu            | São Pedro do Sul   | São Martinho das Moitas             | Tinha um exclave                                           | São Martinho das Moitas e Covas do Rio                                              |                                                       |                               |